# Gøtugjógv
Gøtugjógv [ˈkøːʰtʊʧɛkv] (dänischer Name: Gøtegjov) ist ein Ort der Färöer auf der Insel Eysturoy.
Gøtugjógv liegt in Nachbarschaft zu Norðragøta und Syðrugøta an der Ostküste Eysturoys. Eine Besonderheit des Dorfes ist der kleine Wald Viðarlund við Gøtugjógv an einem Hang oberhalb des Ortes, der im Gegensatz zu den meisten anderen Wäldern der Färöer zum größten Teil aus Ahorn und weniger aus Fichten besteht. Wie auf den Färöer üblich, ist er eingezäunt, um ihn vor Nahrung suchenden Schafen zu schützen.
Weitere Sehenswürdigkeiten sind die moderne, 1995 eingeweihte Kirche sowie das Bronzerelief "Tróndur gamli" an der Schule des Dorfes. Es bezieht sich auf den Wikingerhäuptling Tróndur í Gøtu, hat eine Größe von 1,8 × 4 m und wurde 1974 von Janus Kamban, einem der bedeutendsten und vielseitigsten Künstler der Färöer, gestaltet.

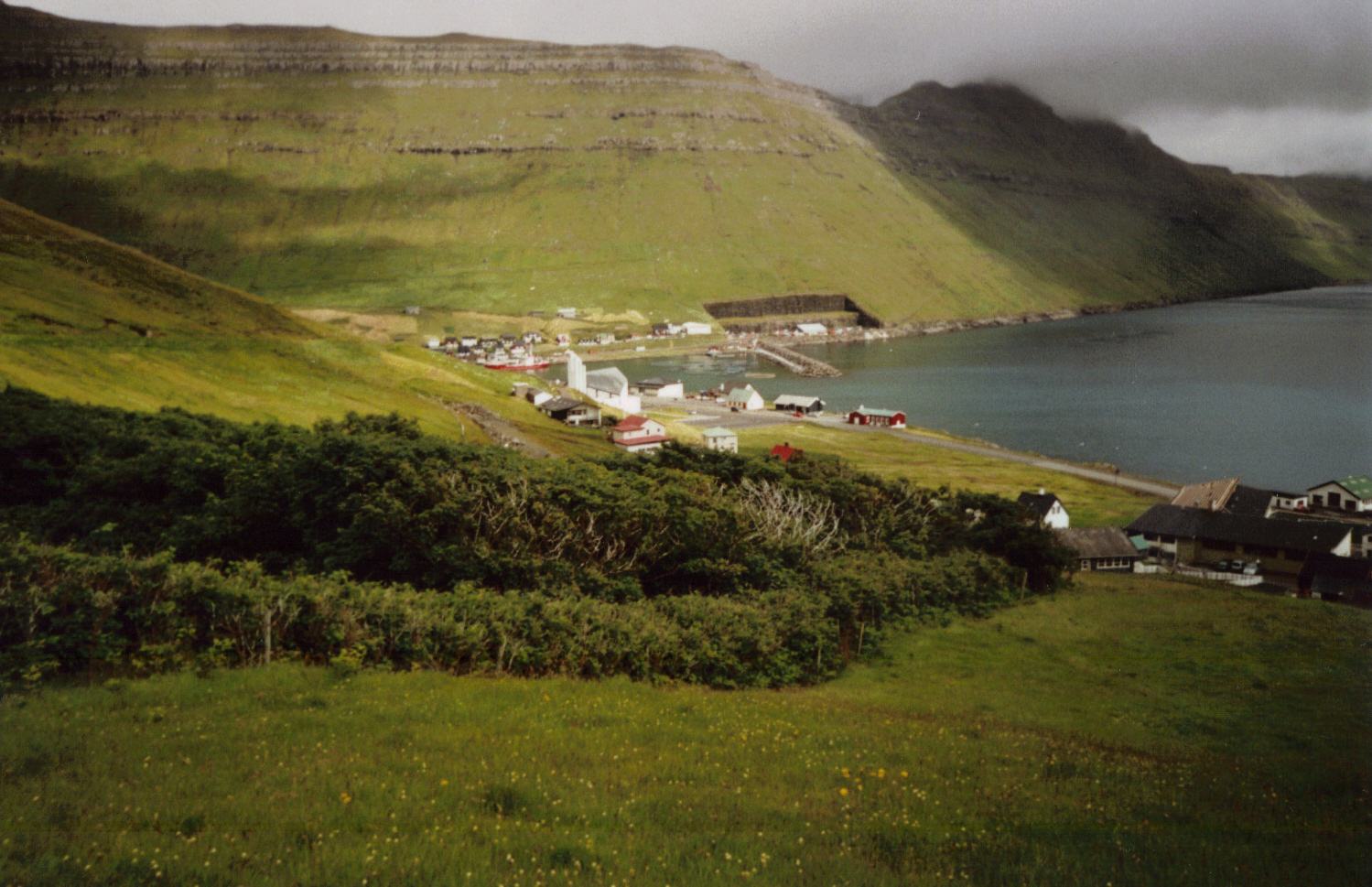
Blick vom Wald auf das Dorf Gøtugjógv mit seiner modernen Kirche
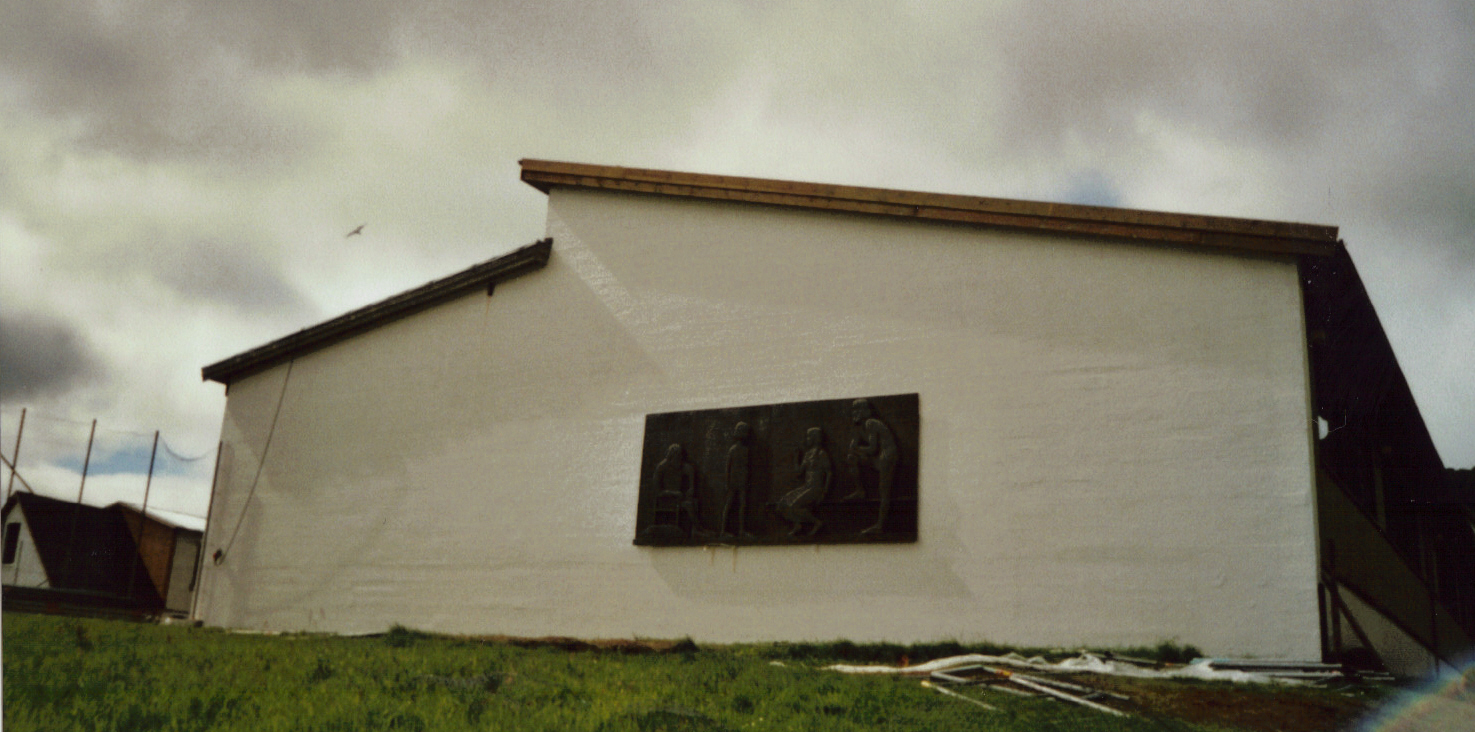
Bronzerelief von Janus Kamban an der Schule
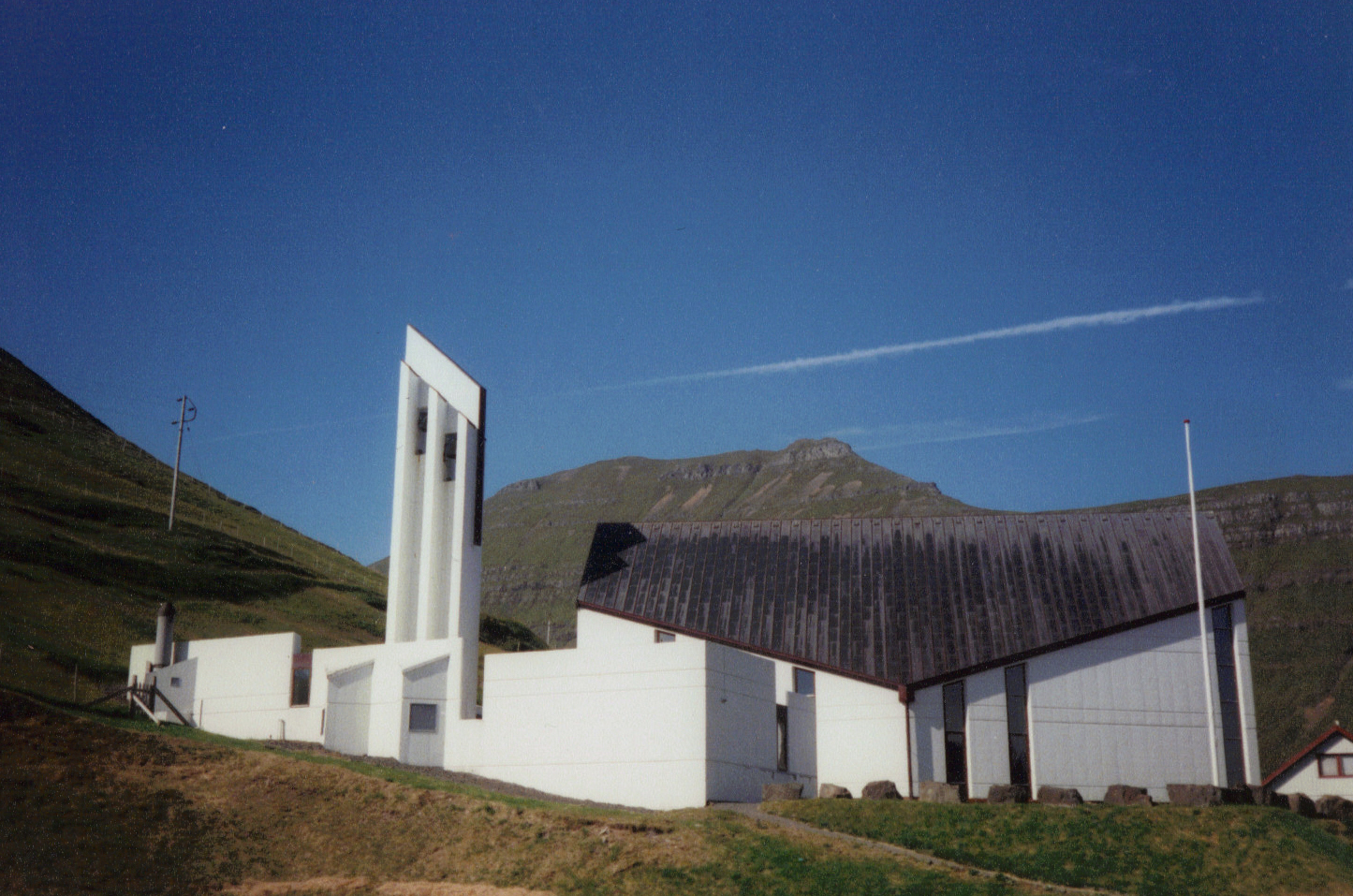
Kirche (1995) in Gøtugjógv
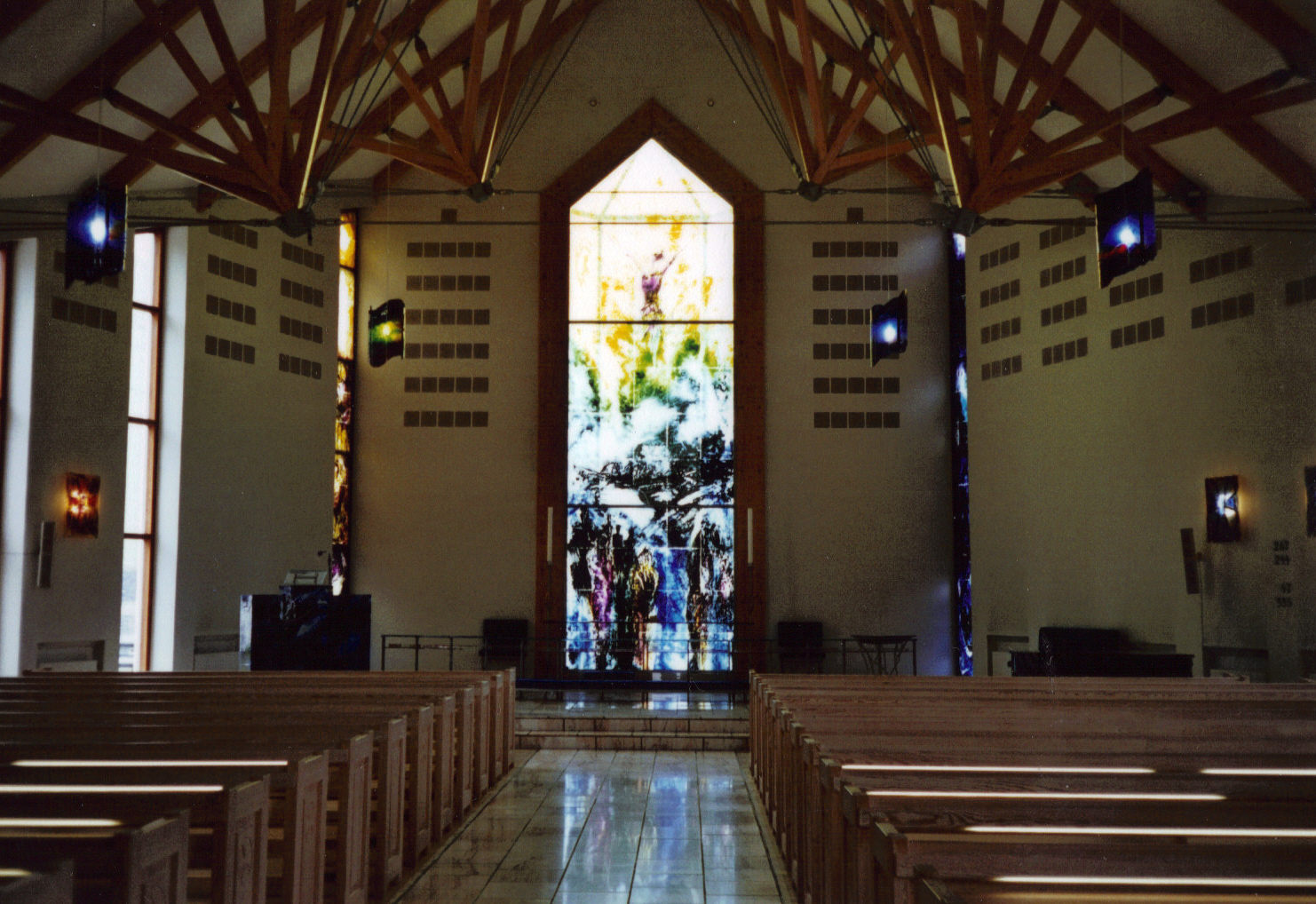
Das Innere der Kirche (1995) in Gøtugjógv